# Cagiva 750 Elefant
La 750 Elefant est un modèle de moto du constructeur italien Cagiva.

## Elefant 750 Monofaro (1987-88)
Source.

Immédiatement après l'accident d’Hubert Auriol lors du Paris-Dakar 1987, est présentée sur le marché moto une sorte d’« Auriol réplica », comme l’écrit la revue française Motoverte.
C’est une Elefant qui, dans les grandes lignes, reprend l’apparence du modèle de compétition. En réalité, le modèle commercial n’est rien d’autre que le modèle de 650 cm3 de 1986 avec un garde-boue bas et des carburateurs Bing à dépression qui adoucissent la distribution.
La modification la plus importante est l’adoption du moteur de 750 cm3.
La fourche est estampillée « Marzocchi » et le monoamortisseur provient de chez Öhlins.
L’esthétique qui rappelle le modèle africain est confiée à un carénage intégral avec le monophare maintenant indépendant de la fourche donnant son nom à la machine (Monofaro).

## Elefant 750 Bifaro (1988-90)
Source.

L’année 1988 voit l’Elefant de série prendre exemple sur sa sœur au palmarès africain éloquent en adoptant une double optique qui lui vaudra le sobriquet italien de Bifaro. Pour accueillir cette modification et pour un meilleur confort de conduite, le carénage s’élargit et reçoit maintenant l’instrumentation.
La protection aérodynamique et la pénétration dans l’air s’en trouvent grandement améliorées sur ce modèle qu’on donne maintenant sur route pour un bon 170 km/h. On trouve aussi sur certains modèles des poignées chauffantes à deux positions.
En 1989, sur le front des propositions commerciales, on ne va pas au-delà d’une version avec des couleurs différentes (bleu, blanc, rouge) du même modèle Bifaro. Coloris qui, un peu excessifs dans leur variété chromatique, feront regretter l’élégance de la livrée Lucky Explorer.
L’unique différence au niveau des dotations techniques est l’adoption sur certains modèles d’un amortisseur White-Power au lieu du monoamortisseur Öhlins.

## Elefant 750 AC (1994-98)
Source.

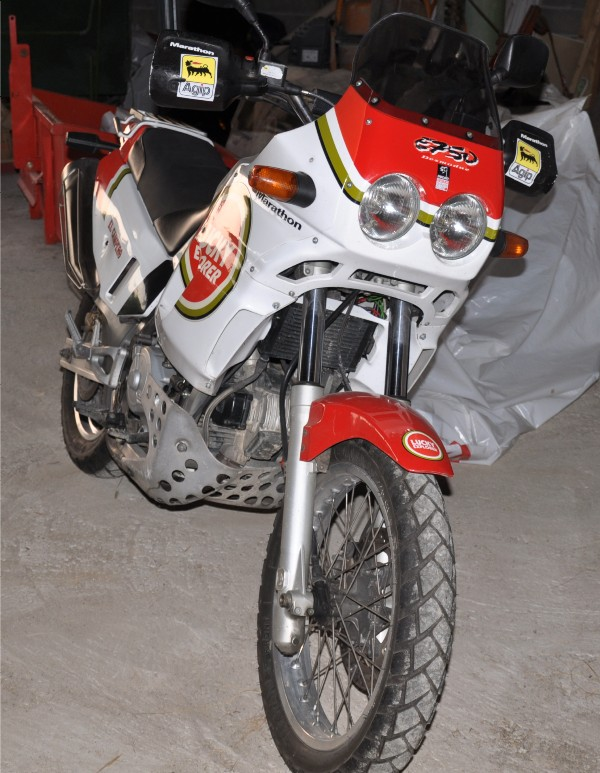
Cagiva Elefant 750 AC.

L'année 1994 voit pour l’Elefant de série l’arrivée d'une nouvelle version.
La partie-cycle s’apparente maintenant à celle de la 900 i.e. GT : avec le même frein à disque avant Nissin, la même fourche Marzocchi traditionnelle de 45 mm que la 900 ie GT, mais avec un monoamortisseur Sachs-Boge à l’arrière. Le cadre est différent à l'arrière du moteur et l'ensemble platine aluminium de support d'ancrage amortisseur disparait pour une biellette fixée au cadre au détriment de la qualité et de la longévité des fixations. Contrairement au modèle IE, les roulements de direction seront des Timken légèrement plus larges.
Le moteur est toujours le bicylindre Ducati avec embrayage à bain d’huile que l’on retrouve sur les 750 Mostro, alimenté par deux carburateurs Mikuni BSDT 38, comme la 900 AC.
Pour l’occasion, l’esthétique du modèle est rénovée et présente au-delà de la nouvelle édition des couleurs Lucky Explorer, une livrée bleu sombre avec des bandes jaunes.

## Version Paris-Dakar

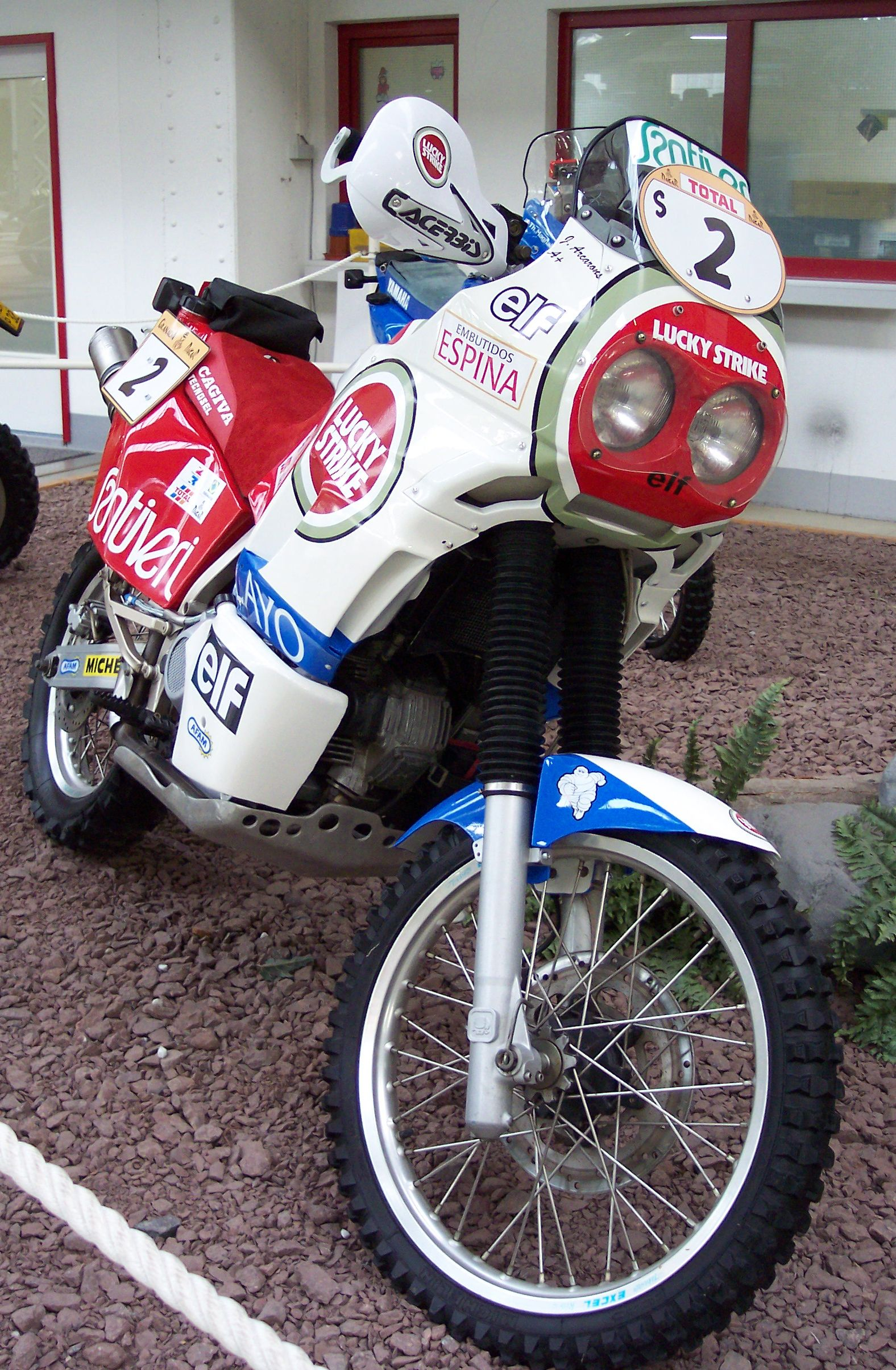
La 750 Elefant de Jordi Arcarons pour le Rallye Dakar 1995.